# Tebas (Leopoldina)

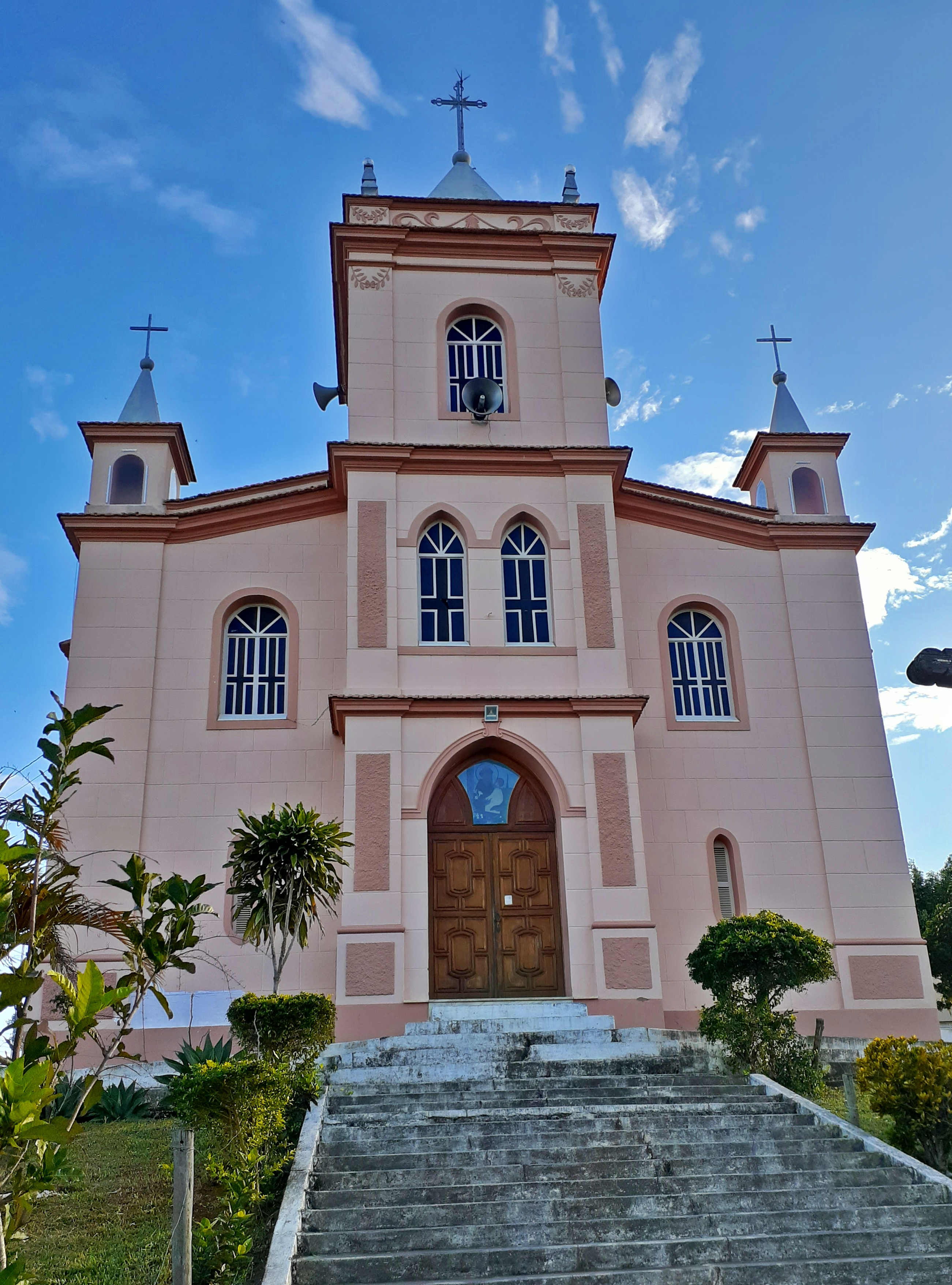
Paróquia de Santo Antônio de Tebas

Tebas é um distrito do município brasileiro de Leopoldina, estado de Minas Gerais.
O distrito dista cerca de 12 quilômetros da sede municipal de Leopoldina e a ele tem acesso pelas rodovias BR-116 e BR-267. Foi oficialmente confirmado como distrito de Leopoldina em 30 de novembro de 1880, pela lei n° 2.675. Em 25 de outubro de 1881, a lei n° 2.848 criou a paróquia de Santo Antônio de Tebas.